# Ammophila bella
Ammophila bella är en biart som beskrevs av Menke 1966. Ammophila bella ingår i släktet Ammophila och familjen grävsteklar. Inga underarter finns listade i Catalogue of Life.